# Pamendanga coccineovenosa
Pamendanga coccineovenosa är en insektsart som först beskrevs av Frederick Arthur Godfrey Muir 1913.  Pamendanga coccineovenosa ingår i släktet Pamendanga och familjen Derbidae. Inga underarter finns listade i Catalogue of Life.